# Liste der Stolpersteine in Ravensburg

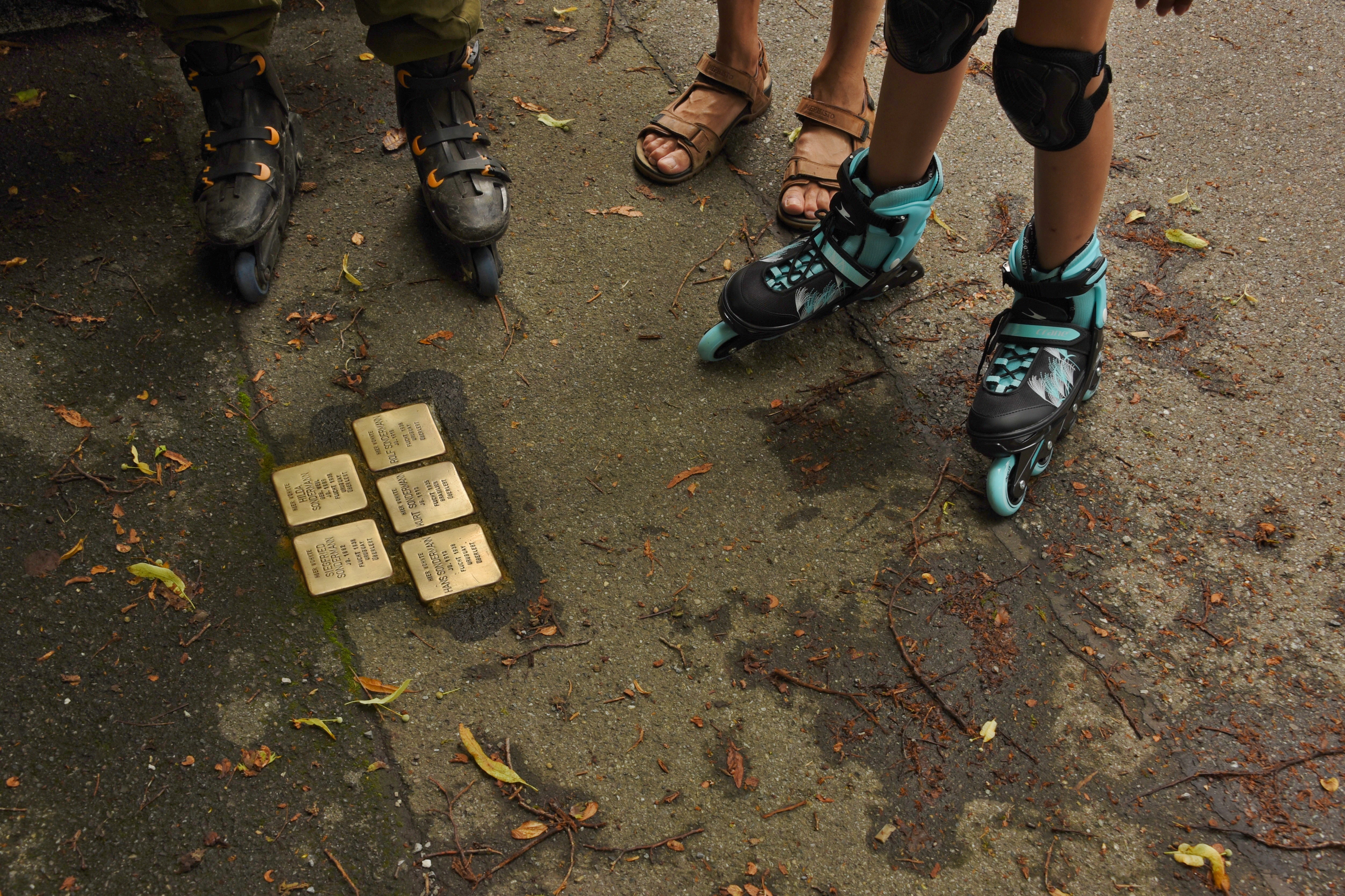
Stolpersteine in Ravensburg

Die Liste der Stolpersteine in Ravensburg führt die in der baden-württembergischen Stadt Ravensburg in Deutschland verlegten Stolpersteine.
Stolpersteine sind ein Projekt des Künstlers Gunter Demnig. Mit ihnen soll an das Schicksal der Menschen erinnert werden, die während des Nationalsozialismus ermordet, deportiert, vertrieben oder in den Suizid getrieben wurden.

## Verlegte Stolpersteine
| Stolperstein | Inschrift | Verlegeort                                                | Name, Leben          |
| ------------ | --- | --------------------------------------------------------- | -------------------- |
|              | HIER WOHNTE BRIGITTE ADLER JG. 1931 FLUCHT 1939 USA ÜBERLEBT                                                   | Marienplatz 61 (vormals Adolf-Hitler-Platz 31)            | Brigitte Adler       |
|              | HIER WOHNTE GUSTAV ADLER JG. 1890 FLUCHT 1939 USA ÜBERLEBT                                                     | Marienplatz 61 (vormals Adolf-Hitler-Platz 31)            | Gustav Adler         |
|              | HIER WOHNTE HANNELORE ADLER JG. 1927 FLUCHT 1939 USA ÜBERLEBT                                                  | Marienplatz 61 (vormals Adolf-Hitler-Platz 31)            | Hannelore Adler      |
|              | HIER WOHNTE LOTTE ADLER GEB. STERN JG. 1904 FLUCHT 1939 USA ÜBERLEBT                                           | Marienplatz 61 (vormals Adolf-Hitler-Platz 31)            | Lotte Adler          |
|              | HIER WOHNTE FANNY ERLANGER GEB. HERMANN JG. 1904 FLUCHT 1939 PALÄSTINA ÜBERLEBT                                | Am Sonnenbüchel 45 (vormals Burach 2) Schulhof St. Konrad | Fanny Erlanger       |
|              | HIER WOHNTE DR. LUDWIG ERLANGER JG. 1896 FLUCHT 1939 PALÄSTINA                                                 | Am Sonnenbüchel 45 (vormals Burach 2) Schulhof St. Konrad | Ludwig Erlanger      |
|              | HIER WOHNTE PETER ERLANGER JG. 1926 FLUCHT 1939 PALÄSTINA ÜBERLEBT                                             | Am Sonnenbüchel 45 (vormals Burach 2) Schulhof St. Konrad | Peter Erlanger       |
|              | HIER WOHNTE SUSE ERLANGER JG. 1928 FLUCHT 1939 PALÄSTINA                                                       | Am Sonnenbüchel 45 (vormals Burach 2) Schulhof St. Konrad | Suse Erlanger        |
|              | HIER WOHNTE ELSA FINSTERHÖLZL GEB. LANDAUER JG. 1880 DEPORTIERT 1942 RICHTUNG OSTEN ERMORDET IN EINEM KZ       | Marienplatz 17 (vormals Am Viehmarkt 14)                  | Elsa Finsterhölzl    |
|              | HIER WOHNTE DAVID HARBURGER JG. 1860 TOT 1938                                                                  | Kirchstraße 11                                            | David Harburger      |
|              | HIER WOHNTE JAKOB HARBURGER JG. 1897 VERHAFTET 1939 KZ DACHAU ERMORDET 1942 IN AUSCHWITZ                       | Kirchstraße 11                                            | Jakob Harburger      |
|              | HIER WOHNTE ROSA HARBURGER GEB. MEYER JG. 1873 VERSCHLEPPT 1940 ?                                              | Kirchstraße 11                                            | Rosa Harburger       |
|              | HIER WOHNTE JOSEF HERRMANN JG. 1866 DEPORTIERT 1940 KZ THERESIENSTADT AUSCHWITZ ERMORDET                       | Am Sonnenbüchel 1                                         | Josef Herrmann       |
|              | HIER WOHNTE LUDWIG HERRMANN JG. 1902 FLUCHT 1937 OSTAFRIKA ÜBERLEBT                                            | Am Sonnenbüchel 1                                         | Ludwig Herrmann      |
|              | HIER WOHNTE BETTY LANDAUER GEB. UHLFELDER JG. 1877 DEPORTIERT 1942 THERESIENSTADT ERMORDET 1945 IM GHETTO RIGA | Marienplatz 31 (vormals Adolf-Hitler-Platz 1)             | Betty Landauer       |
|              | HIER WOHNTE FRIEDRICH LANDAUER JG. 1872 DEPORTIERT 1942 THERESIENSTADT ERMORDET 1945 IM GHETTO RIGA            | Marienplatz 31 (vormals Adolf-Hitler-Platz 1)             | Friedrich Landauer   |
|              | HIER WOHNTE DR. FRITZ ROSE JG. 1876 'SCHUTZHAFT' 1938 ZWANGSARBEIT                                             | Gespinstmarkt 27                                          | Fritz Rose           |
|              | HIER WOHNTE HELMUT ROSE JG. 1922 DEPORTIERT 1944 KZ LEIMBACH BEFREIT                                           | Gespinstmarkt 27                                          | Helmut Rose          |
|              | HIER WOHNTE MARTHA ROSE GEB. MAIER JG. 1897 GESTAPOHAFT 1941-43 TOT 1943 HAFTFOLGEN                            | Gespinstmarkt 27                                          | Martha Rose          |
|              | HIER WOHNTE HANS SONDERMANN JG. 1913 FLUCHT 1938 URUGUAY ÜBERLEBT                                              | Leonhardstraße 3                                          | Hans Sondermann      |
|              | HIER WOHNTE HILDA SONDERMANN GEB. WEIL JG. 1889 FLUCHT 1938 URUGUAY ÜBERLEBT                                   | Leonhardstraße 3                                          | Hilda Sondermann     |
|              | HIER ARBEITETE HILDA SONDERMANN GEB. WEIL JG. 1889 FLUCHT 1938 URUGUAY ÜBERLEBT                                | Kirchstraße 1                                             | Hilda Sondermann     |
|              | HIER WOHNTE KURT SONDERMANN JG. 1913 FLUCHT 1935 BRASILIEN ÜBERLEBT                                            | Leonhardstraße 3                                          | Kurt Sondermann      |
|              | HIER WOHNTE ROLF SONDERMANN JG. 1919 FLUCHT 1938 URUGUAY ÜBERLEBT                                              | Leonhardstraße 3                                          | Rolf Sondermann      |
|              | HIER WOHNTE SIEGFRIED SONDERMANN JG. 1919 FLUCHT 1938 URUGUAY ÜBERLEBT                                         | Leonhardstraße 3                                          | Siegfried Sondermann |
|              | HIER ARBEITETE SIEGFRIED SONDERMANN JG. 1919 FLUCHT 1938 URUGUAY ÜBERLEBT                                      | Kirchstraße 1                                             | Siegfried Sondermann |

## Verlegedaten
Die Stolpersteine wurden an folgenden Tagen verlegt:
- 13. September 2006: Am Sonnenbüchel 45, Gespinstmarkt 27, Kirchstraße 11, Marienplatz 17, Marienplatz 31
- 5. Oktober 2007: Kirchstraße 1, Leonhardstraße 3, Marienplatz 61